# Caroline Louise von Klencke

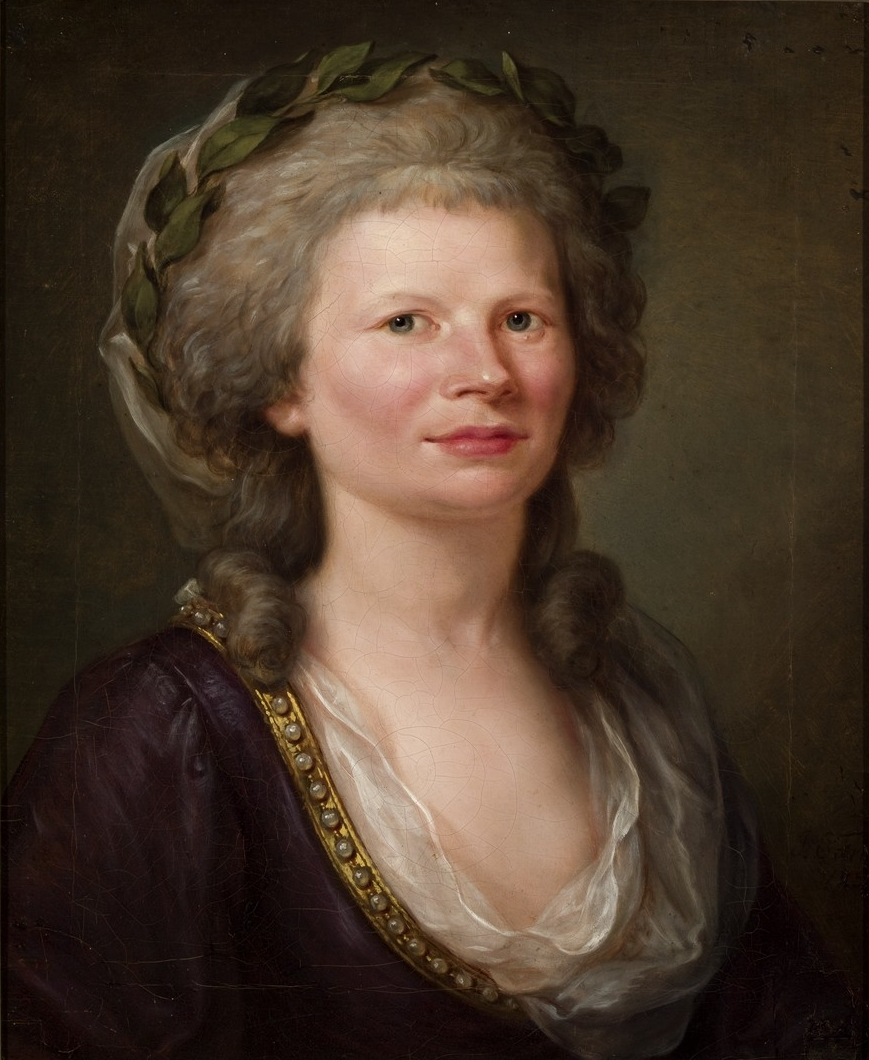
Caroline Louise von Klencke, Gemälde von Johann Christoph Frisch, 1786, Gleimhaus Halberstadt

Caroline Louise von Klencke (* 21. Juni 1754 in Fraustadt in Südpreußen; † 21. September 1802 in Berlin) war eine deutsche Dichterin.

## Leben
Caroline Louise von Klencke wurde als Caroline Louise Karsch geboren. Ihre Mutter war die Dichterin Anna Louisa Karsch. Im Alter von neun Jahren wurde sie von ihrer Mutter, die sich vom Vater, ihrem zweiten Ehemann Daniel Karsch, getrennt hatte, in fremde Obhut gegeben. Nachdem sie fünf Jahre später zu Anna Louise Karsch zurückgekehrt war, wurde sie mit deren Halb- oder Stiefbruder Hempel verheiratet. Im Alter von 16 Jahren wurde sie zum ersten Mal Mutter. Die Ehe wurde nach zehn Jahren geschieden. Im Alter von 28 Jahren heiratete sie 1782 erneut, diesmal den 22-jährigen Carl Friedrich von Klencke. Aus der Verbindung ging die Tochter Wilhelmine, später als Schriftstellerin unter dem Namen Helmina von Chézy bekannt, hervor. Von ihrem zweiten Mann wurde Caroline Louise von Klencke verlassen. Als er später um eine Wiederaufnahme der Beziehung bat, ging sie darauf nicht mehr ein. Sie zog in das Haus ihrer Mutter in Berlin, wo sie vereinsamt und krank im Jahr 1802 starb.

## Werke
Förderer der Dichterin waren Klamer Eberhard Karl Schmidt und Johann Wilhelm Ludwig Gleim, die 1788 einen Band mit ihren Gedichten (Digitalisat) herausbrachten und 1802 in einem Privatdruck zum Gedächtnis der Dichterin weitere Werke Caroline Louise von Klenckes veröffentlichten (Digitalisat). Vorausgegangen waren zwei Gelegenheitsdrucke bei Maurer, Berlin aus dem Jahr 1786 (Über den Tod des Königs: An den Herzog Ferdinand von Braunschweig und Lüneburg und An die Himmlischverklärte Mutter unsers theursten Königs Friedrich Wilhelm des Zweyten: Am Höchsten Geburtstage, im Namen Seines Volks). Ein Drama mit dem Titel Der ehrliche Schweizer (erschienen 1776 bei Decker in Berlin; 108 S.) wurde 27-mal in Berlin aufgeführt. Die Biographie ihrer Mutter veröffentlichte sie 1792. Diese Quelle zum Leben Anna Louise Karschs wird heute eher kritisch gesehen. Ein Gedicht auf den Tod der Philippine von Brandenburg-Schwedt, verheirateten Gräfin von Wintzigerode, verwitweten Landgräfin von Hessen-Kassel, gewidmet ihrer Schwester, der mit August Ferdinand von Preußen verheirateten Anna Elisabeth Luise von Brandenburg-Schwedt, ließ Klencke im Juni 1800 drucken. Ihre Tochter gab 1805 bei Wilmans in Frankfurt die Sammlung Leben und romantische Dichtungen der Tochter der Karschin (502 S.) heraus.